# Andrée de Jongh

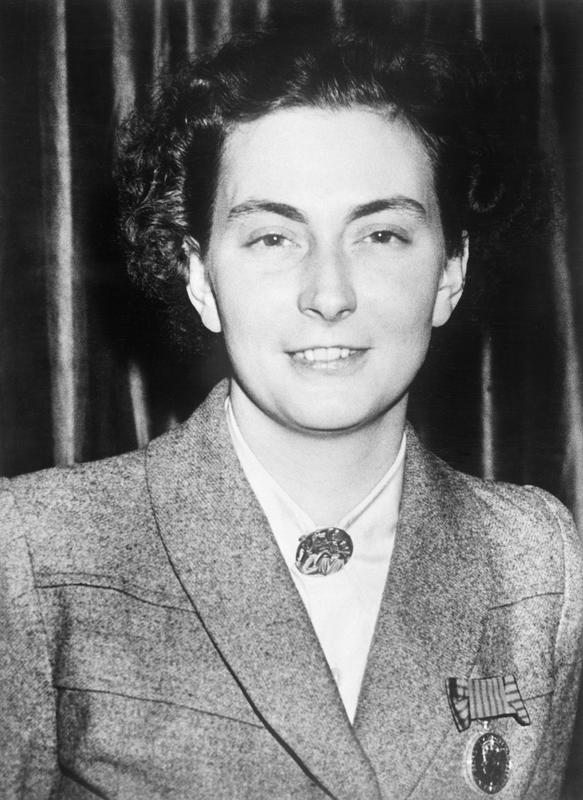
Andrée de Jongh (1946)

Andrée de Jongh (* 30. November 1916 in Schaerbeek/Schaarbeek bei Brüssel; † 13. Oktober 2007 in Brüssel), später Gräfin Andrée de Jongh, war Angehörige der belgischen Résistance im Zweiten Weltkrieg.

## Fluchthilfenetzwerk
Sie baute ein durch mehrere Länder führendes Fluchthilfenetzwerk für alliierte Soldaten auf und begleitete teilweise selbst die von ihr organisierten Transfers.
Zum Zeitpunkt der Besetzung Belgiens durch die deutschen Truppen arbeitete De Jongh als Krankenschwester. Sie fasste frühzeitig den Entschluss, in den Widerstand zu gehen, und ließ sich dabei von Edith Cavell, einem Idol ihrer Jugend inspirieren: Die britische Krankenschwester Cavell half zu Beginn des Ersten Weltkrieges Soldaten der Entente und widerständigen Belgiern, vom besetzten Belgien in die neutralen Niederlande zu entkommen. Sie wurde deshalb 1915 in Schaerbeek von den deutschen Besatzern erschossen.
Das ausgedehnte Routensystem, das de Jongh im Lauf der Zeit aufbaute, führte von Belgien durch Frankreich nach Spanien oder an die Kanalküste nach Nordfrankreich und wurde im Jahr 1943 Réseau Comète (dt. sinngemäß: Netzwerk Komet) genannt. Auf diese Weise wurden 700 bis 800 Personen aus den von Deutschen besetzten Gebieten herausgeschleust. Für die Alliierten besonders wichtig war, dass sich darunter 288 Piloten befanden.
Nachdem De Jongh bei einer Fluchthilfe-Aktion in den Pyrenäen im Januar 1943 festgenommen wurde, kam sie ins Gefängnis und später in die Konzentrationslager Ravensbrück und Mauthausen. Nach ihrer Verhaftung übernahm Jean-François Nothomb die Leitung des Netzwerkes.
Ihr Vater Fréderic de Jongh war ebenfalls im Widerstand gegen die Deutschen aktiv; er wurde im Juni 1943 festgenommen und ein dreiviertel Jahr später in Paris hingerichtet.
Ihre Decknamen lauteten Dédée oder little cyclon.

## Weiteres Leben
Nach dem Krieg ging sie zuerst in den Belgisch-Kongo und später nach Äthiopien, wo sie in Lepra-Krankenhäusern arbeitete.

## Auszeichnungen
- George Medal (Großbritannien)
- Freiheitsmedaille des Präsidenten (Vereinigte Staaten von Amerika)
- Chevalier de la Legion d’Honneur (Frankreich)
- médaillés de la Résistance française[5]
- Offizier Leopoldsorden (Belgien)
- Kriegskreuz mit Palme; Ernennung zum Oberstleutnant ehrenhalber der belgischen Armee
- Verleihung der Ehrendoktorwürde der Katholischen Universität Löwen
- Im Jahr 1985 wurde sie durch den belgischen König Baudouin I. in den Stand der Gräfin erhoben.